# A Minha Família
A Minha Família foi uma série de comédia de 26 episódios, adaptada do original My Family. Produzida pela RTP1, em 2007, apenas viria a ser transmitida em 2009.  

## Enredo
Óscar Teixeira (Fernando Luís) é um pai de família e dentista. É melhor sucedido a nível profissional do que enquanto progenitor. Tenta entender a bizarra realidade de educar três adolescentes enquanto lida com uma crise de meia-idade. Clara (Rosa Vila) é a sua mulher e apresenta um olhar muito mais positivo sobre o mundo e gosta do seu trabalho como guia de turismo; porém, em casa, a sua inaptidão para a cozinha ou as tarefas domésticas é bem maior do que seria desejável. Os adolescentes desta família são João (Carloto Cotta), de 19 anos, que perde tempo entre o sofá da sala e um leque de trabalhos inusitados, até ilusionista! Tudo vale para fugir da realidade como a faculdade ou de começar a enfrentar as coisas reais da vida. Rita (Sara Barradas), com 16, é esperta, mas impaciente e rezingona. Tenta sempre conseguir aquilo que ambiciona. Miguel (Tiago Mesquita), o mais novo, de 12 anos, é um nerd dos computadores que começa a descobrir o belo sexo.
Trata-se de uma divertida série de humor passada em casa dos "Teixeira", família de classe média que, como em qualquer outra, partilha dramas, alegrias, vitórias e derrotas.

## Elenco
- Fernando Luís - Óscar Teixeira
- Rosa Villa - Clara Teixeira
- Carloto Cotta - João Teixeira
- Sara Barradas - Rita Teixeira
- Tiago Mesquita - Miguel Teixeira